# Cornel Nițescu
Cornel Nițescu, né à Călărași le 2 février 1922 et mort en mai 2019, est un ancien arbitre roumain de football des années 1950 et 1960, affilié à Sibiu. Débutant en 1952, il débuta en première division roumaine en 1955, fut arbitre international dès 1960, Il fut considéré comme le meilleur arbitre roumain en 1963 et en 1964.

## Carrière
Il a officié dans une compétition majeure: 
- JO 1964 (1 match)